# Asiatiska mästerskapet i volleyboll för damer 2009
Asiatiska mästerskapet 2009 i volleyboll för damer hölls 5 till 13 september 2009 i Hanoi, Vietnam. Det var den femtonde upplagan av tävlingen och fjorton landslag från AVC:s medlemsförbund deltog. Thailand vann tävlingen för första gången genom att besegra Kina i finalen. Onuma Sittirak utsågs till mest värdefulla spelare.

## Deltagande lag
| Lag         | Deltog senast |
| ----------- | ------------- |
| Afghanistan | Debut         |
| Australien  | Thailand 2007 |
| Kina        | Thailand 2007 |
| Sydkorea    | Thailand 2007 |
| Japan       | Thailand 2007 |
| Hongkong    | Kina 2005     |
| Indien      | Kina 2005     |
| Indonesien  | Thailand 2007 |
| Iran        | Thailand 2007 |
| Kazakstan   | Thailand 2007 |
| Maldiverna  | Debut         |
| Sri Lanka   | Thailand 2007 |
| Taiwan      | Thailand 2007 |
| Thailand    | Thailand 2007 |
| Uzbekistan  | Thailand 2007 |
| Vietnam     | Thailand 2007 |

## Grupper
| Grupp A                                 | Grupp B                                   | Grupp C                                  | Grupp D                                   |
| --------------------------------------- | ----------------------------------------- | ---------------------------------------- | ----------------------------------------- |
| Australien · Iran · Sri Lanka · Vietnam | Afghanistan · Japan · Taiwan · Uzbekistan | Kina · Hongkong · Kazakstan · Maldiverna | Sydkorea · Indien · Indonesien · Thailand |

## Första rundan

### Grupp A

#### Resultat
| Datum    | Mellan                 | Resultat | Set   | Set   | Set   | Set   | Set | Poäng totalt | Speltid | Åskådare |
| Datum    | Mellan                 | Resultat | 1     | 2     | 3     | 4     | 5   | Poäng totalt | Speltid | Åskådare |
| -------- | ---------------------- | -------- | ----- | ----- | ----- | ----- | --- | ------------ | ------- | -------- |
| 05-09-09 | Iran - Sri Lanka       | 3 - 0    | 25:18 | 25:15 | 27:25 |       |     | 77 - 58      | 1h:29   | 500      |
| 05-09-09 | Vietnam - Australien   | 3 - 0    | 25:11 | 25:14 | 25:19 |       |     | 75 - 44      | 1h:03   | 2.000    |
| 06-09-09 | Australien - Sri Lanka | 3 - 0    | 25:16 | 25:10 | 25:10 |       |     | 75 - 36      | 1h:05   | 300      |
| 06-09-09 | Vietnam - Iran         | 3 - 0    | 25:11 | 25:18 | 25:14 |       |     | 75 - 43      | 1h:07   | 2.500    |
| 07-09-09 | Iran - Australien      | 3 - 1    | 25:21 | 25:18 | 20:25 | 25:16 |     | 95 - 80      | 1h:46   | 400      |
| 07-09-09 | Sri Lanka - Vietnam    | 0 - 3    | 13:25 | 17:25 | 21:25 |       |     | 51 - 75      | 1h:05   | 1.000    |

#### Sluttabell
| Pos | Landslag   | Poäng | Matcher | Matcher | Matcher   | Set   | Set       | Kvot  | Poäng | Poäng     | Kvot  |
| Pos | Landslag   | Poäng | Spelade | Vunna   | Förlorade | Vunna | Förlorade | Kvot  | Vunna | Förlorade | Kvot  |
| --- | ---------- | ----- | ------- | ------- | --------- | ----- | --------- | ----- | ----- | --------- | ----- |
| 1   | Vietnam    | 6     | 3       | 3       | 0         | 9     | 0         | MAX   | 225   | 138       | 1.630 |
| 2   | Iran       | 5     | 3       | 2       | 1         | 6     | 4         | 1.500 | 215   | 213       | 1.009 |
| 3   | Australien | 4     | 3       | 1       | 2         | 4     | 6         | 0.667 | 199   | 206       | 0.966 |
| 4   | Sri Lanka  | 3     | 3       | 0       | 3         | 0     | 9         | 0.000 | 145   | 227       | 0.639 |

      Kvalificerade för spel om plats 1-8 (grupp E/F).
      Kvalificerade för spel om plats 9-14 (grupp G/H).

### Grupp B

#### Resultat
| Datum    | Mellan              | Resultat | Set   | Set   | Set   | Set | Set | Poäng totalt | Speltid | Åskådare |
| Datum    | Mellan              | Resultat | 1     | 2     | 3     | 4   | 5   | Poäng totalt | Speltid | Åskådare |
| -------- | ------------------- | -------- | ----- | ----- | ----- | --- | --- | ------------ | ------- | -------- |
| 05-09-09 | Japan - Taiwan      | 3 - 0    | 25:13 | 25:10 | 25:9  |     |     | 75 - 32      | 0h:58   | 3.200    |
| 06-09-09 | Uzbekistan - Japan  | 0 - 3    | 7:25  | 18:25 | 6:25  |     |     | 31 - 75      | 1h:00   | 2.000    |
| 07-09-09 | Taiwan - Uzbekistan | 3 - 0    | 25:19 | 25:7  | 25:21 |     |     | 75 - 47      | 1h:05   | 200      |

#### Sluttabell
| Pos | Landslag   | Poäng | Matcher | Matcher | Matcher   | Set   | Set       | Kvot  | Poäng | Poäng     | Kvot  |
| Pos | Landslag   | Poäng | Spelade | Vunna   | Förlorade | Vunna | Förlorade | Kvot  | Vunna | Förlorade | Kvot  |
| --- | ---------- | ----- | ------- | ------- | --------- | ----- | --------- | ----- | ----- | --------- | ----- |
| 1   | Japan      | 4     | 2       | 2       | 0         | 6     | 0         | MAX   | 150   | 63        | 2.381 |
| 2   | Taiwan     | 3     | 2       | 1       | 1         | 3     | 3         | 1.000 | 107   | 122       | 0.877 |
| 3   | Uzbekistan | 2     | 2       | 0       | 2         | 0     | 6         | 0.000 | 78    | 150       | 0.520 |

      Kvalificerade för spel om plats 1-8 (grupp E/F).
      Kvalificerade för spel om plats 9-14 (grupp G/H).

### Grupp C

#### Resultat
| Datum    | Mellan               | Resultat | Set   | Set   | Set   | Set | Set | Poäng totalt | Speltid | Åskådare |
| Datum    | Mellan               | Resultat | 1     | 2     | 3     | 4   | 5   | Poäng totalt | Speltid | Åskådare |
| -------- | -------------------- | -------- | ----- | ----- | ----- | --- | --- | ------------ | ------- | -------- |
| 05-09-09 | Kina - Kazakstan     | 3 - 0    | 25:14 | 25:17 | 25:19 |     |     | 75 - 50      | 1h:07   | 1.000    |
| 06-09-09 | Hongkong - Kazakstan | 0 - 3    | 9:25  | 15:25 | 16:25 |     |     | 40 - 75      | 1h:04   | 500      |
| 07-09-09 | Kina - Hongkong      | 3 - 0    | 25:7  | 25:8  | 25:9  |     |     | 75 - 24      | 0h:56   | 450      |

#### Sluttabell
| Pos | Landslag  | Poäng | Matcher | Matcher | Matcher   | Set   | Set       | Kvot  | Poäng | Poäng     | Kvot  |
| Pos | Landslag  | Poäng | Spelade | Vunna   | Förlorade | Vunna | Förlorade | Kvot  | Vunna | Förlorade | Kvot  |
| --- | --------- | ----- | ------- | ------- | --------- | ----- | --------- | ----- | ----- | --------- | ----- |
| 1   | Kina      | 4     | 2       | 2       | 0         | 6     | 0         | MAX   | 150   | 74        | 2.027 |
| 2   | Kazakstan | 3     | 2       | 1       | 1         | 3     | 3         | 1.000 | 125   | 115       | 1.087 |
| 3   | Hongkong  | 2     | 2       | 0       | 2         | 0     | 6         | 0.000 | 64    | 150       | 0.427 |

      Kvalificerade för spel om plats 1-8 (grupp E/F).
      Kvalificerade för spel om plats 9-14 (grupp G/H).

### Grupp D

#### Resultat
| Datum    | Mellan                | Resultat | Set   | Set   | Set   | Set   | Set   | Poäng totalt | Speltid | Åskådare |
| Datum    | Mellan                | Resultat | 1     | 2     | 3     | 4     | 5     | Poäng totalt | Speltid | Åskådare |
| -------- | --------------------- | -------- | ----- | ----- | ----- | ----- | ----- | ------------ | ------- | -------- |
| 05-09-09 | Indonesien - Sydkorea | 0 - 3    | 14:25 | 15:25 | 18:25 |       |       | 47 - 75      | 1h:10   | 250      |
| 05-09-09 | Indien - Thailand     | 0 - 3    | 10:25 | 15:25 | 13:25 |       |       | 38 - 75      | 1h:05   | 250      |
| 06-09-09 | Indien - Indonesien   | 3 - 2    | 17:25 | 24:26 | 25:22 | 25:17 | 15:8  | 106 - 98     | 2h:00   | 400      |
| 06-09-09 | Thailand - Sydkorea   | 2 - 3    | 23:25 | 21:25 | 25:19 | 25:23 | 12:15 | 106 - 107    | 2h:00   | 1.800    |
| 07-09-09 | Indonesien - Thailand | 0 - 3    | 8:25  | 11:25 | 19:25 |       |       | 38 - 75      | 1h:00   | 1.250    |
| 07-09-09 | Sydkorea - Indien     | 3 - 0    | 25:9  | 26:24 | 25:20 |       |       | 76 - 53      | 1h:10   | 800      |

#### Sluttabell
| Pos | Landslag   | Poäng | Matcher | Matcher | Matcher   | Set   | Set       | Kvot  | Poäng | Poäng     | Kvot  |
| Pos | Landslag   | Poäng | Spelade | Vunna   | Förlorade | Vunna | Förlorade | Kvot  | Vunna | Förlorade | Kvot  |
| --- | ---------- | ----- | ------- | ------- | --------- | ----- | --------- | ----- | ----- | --------- | ----- |
| 1   | Sydkorea   | 6     | 3       | 3       | 0         | 9     | 2         | 4.500 | 258   | 206       | 1.252 |
| 2   | Thailand   | 5     | 3       | 2       | 1         | 8     | 3         | 2.667 | 256   | 183       | 1.399 |
| 3   | Indien     | 4     | 3       | 1       | 2         | 3     | 8         | 0.375 | 197   | 249       | 0.791 |
| 4   | Indonesien | 3     | 3       | 0       | 3         | 2     | 9         | 0.222 | 183   | 256       | 0.715 |

      Kvalificerade för spel om plats 1-8 (grupp E/F).
      Kvalificerade för spel om plats 9-14 (grupp G/H).

## Andra rundan

### Grupp E

#### Resultat
| Datum    | Mellan              | Resultat | Set   | Set   | Set   | Set   | Set | Poäng totalt | Speltid | Åskådare |
| Datum    | Mellan              | Resultat | 1     | 2     | 3     | 4     | 5   | Poäng totalt | Speltid | Åskådare |
| -------- | ------------------- | -------- | ----- | ----- | ----- | ----- | --- | ------------ | ------- | -------- |
| 09-09-09 | Kina - Iran         | 3 - 0    | 25:11 | 25:18 | 25:11 |       |     | 75 - 40      | 1h:05   | 1.850    |
| 09-09-09 | Vietnam - Kazakstan | 1 - 3    | 13:25 | 25:27 | 25:23 | 17:25 |     | 80 - 100     | 1h:43   | 4.000    |
| 10-09-09 | Iran - Kazakstan    | 0 - 3    | 16:25 | 9:25  | 15:25 |       |     | 40 - 75      | 1h:07   | 3.000    |
| 10-09-09 | Vietnam - Kina      | 0 - 3    | 15:25 | 10:25 | 12:25 |       |     | 37 - 75      | 1h:05   | 4.200    |

#### Sluttabell
| Pos | Landslag  | Poäng | Matcher | Matcher | Matcher   | Set   | Set       | Kvot  | Poäng | Poäng     | Kvot  |
| Pos | Landslag  | Poäng | Spelade | Vunna   | Förlorade | Vunna | Förlorade | Kvot  | Vunna | Förlorade | Kvot  |
| --- | --------- | ----- | ------- | ------- | --------- | ----- | --------- | ----- | ----- | --------- | ----- |
| 1   | Kina      | 6     | 3       | 3       | 0         | 9     | 0         | MAX   | 225   | 127       | 1.772 |
| 2   | Kazakstan | 5     | 3       | 2       | 1         | 6     | 4         | 1.500 | 225   | 195       | 1.154 |
| 3   | Vietnam   | 4     | 3       | 1       | 2         | 4     | 6         | 0.667 | 192   | 218       | 0.881 |
| 4   | Iran      | 3     | 3       | 0       | 3         | 0     | 9         | 0.000 | 123   | 225       | 0.547 |

      Vidare till kvartsfinal.

### Grupp F

#### Resultat
| Datum    | Mellan            | Resultat | Set   | Set   | Set   | Set   | Set | Poäng totalt | Speltid | Åskådare |
| Datum    | Mellan            | Resultat | 1     | 2     | 3     | 4     | 5   | Poäng totalt | Speltid | Åskådare |
| -------- | ----------------- | -------- | ----- | ----- | ----- | ----- | --- | ------------ | ------- | -------- |
| 09-09-09 | Japan - Thailand  | 3 - 0    | 25:16 | 25:15 | 25:20 |       |     | 75 - 51      | 1h:15   | 2.000    |
| 09-09-09 | Sydkorea - Taiwan | 3 - 0    | 25:14 | 25:16 | 25:21 |       |     | 75 - 51      | 1h:07   | 2.000    |
| 10-09-09 | Japan - Sydkorea  | 3 - 1    | 25:13 | 23:25 | 25:20 | 25:21 |     | 98 - 79      | 1h:39   | 2.000    |
| 10-09-09 | Taiwan - Thailand | 0 - 3    | 16:25 | 9:25  | 13:25 |       |     | 38 - 75      | 1h:01   | 500      |

#### Sluttabell
| Pos | Landslag | Poäng | Matcher | Matcher | Matcher   | Set   | Set       | Kvot  | Poäng | Poäng     | Kvot  |
| Pos | Landslag | Poäng | Spelade | Vunna   | Förlorade | Vunna | Förlorade | Kvot  | Vunna | Förlorade | Kvot  |
| --- | -------- | ----- | ------- | ------- | --------- | ----- | --------- | ----- | ----- | --------- | ----- |
| 1   | Japan    | 6     | 3       | 3       | 0         | 9     | 1         | 9.000 | 248   | 162       | 1.531 |
| 2   | Sydkorea | 5     | 3       | 2       | 1         | 7     | 5         | 1.400 | 261   | 255       | 1.024 |
| 3   | Thailand | 4     | 3       | 1       | 2         | 5     | 6         | 0.833 | 232   | 220       | 1.055 |
| 4   | Taiwan   | 3     | 3       | 0       | 3         | 0     | 9         | 0.000 | 121   | 225       | 0.538 |

      Vidare till kvartsfinal.

### Grupp G

#### Resultat
| Datum    | Mellan                | Resultat | Set   | Set   | Set   | Set   | Set   | Poäng totalt | Speltid | Åskådare |
| Datum    | Mellan                | Resultat | 1     | 2     | 3     | 4     | 5     | Poäng totalt | Speltid | Åskådare |
| -------- | --------------------- | -------- | ----- | ----- | ----- | ----- | ----- | ------------ | ------- | -------- |
| 09-09-09 | Hongkong - Sri Lanka  | 3 - 0    | 26:24 | 25:23 | 28:26 |       |       | 79 - 73      | 1h:25   | 300      |
| 10-09-09 | Australien - Hongkong | 3 - 2    | 25:23 | 25:14 | 18:25 | 21:25 | 15:12 | 104 - 99     | 2h:10   | 230      |

#### Sluttabell
| Pos | Landslag   | Poäng | Matcher | Matcher | Matcher   | Set   | Set       | Kvot  | Poäng | Poäng     | Kvot  |
| Pos | Landslag   | Poäng | Spelade | Vunna   | Förlorade | Vunna | Förlorade | Kvot  | Vunna | Förlorade | Kvot  |
| --- | ---------- | ----- | ------- | ------- | --------- | ----- | --------- | ----- | ----- | --------- | ----- |
| 1   | Australien | 4     | 2       | 2       | 0         | 6     | 2         | 3.000 | 179   | 135       | 1.326 |
| 2   | Hongkong   | 3     | 2       | 1       | 1         | 5     | 3         | 1.667 | 178   | 177       | 1.006 |
| 3   | Sri Lanka  | 2     | 2       | 0       | 2         | 0     | 6         | 0.000 | 109   | 154       | 0.708 |

      Vidare till spel om plats 9-12.
      Vidare till match om plats 13.

### Grupp H

#### Resultat
| Datum    | Mellan                  | Resultat | Set   | Set   | Set   | Set   | Set   | Poäng totalt | Speltid | Åskådare |
| Datum    | Mellan                  | Resultat | 1     | 2     | 3     | 4     | 5     | Poäng totalt | Speltid | Åskådare |
| -------- | ----------------------- | -------- | ----- | ----- | ----- | ----- | ----- | ------------ | ------- | -------- |
| 09-09-09 | Uzbekistan - Indonesien | 3 - 2    | 33:35 | 25:21 | 18:25 | 25:13 | 15:13 | 116 - 107    | 1h:54   | 450      |
| 10-09-09 | Uzbekistan - Indien     | 2 - 3    | 25:19 | 17:25 | 25:22 | 16:25 | 17:19 | 100 - 110    | 1h:52   | 1.430    |

#### Sluttabell
| Pos | Landslag   | Poäng | Matcher | Matcher | Matcher   | Set   | Set       | Kvot  | Poäng | Poäng     | Kvot  |
| Pos | Landslag   | Poäng | Spelade | Vunna   | Förlorade | Vunna | Förlorade | Kvot  | Vunna | Förlorade | Kvot  |
| --- | ---------- | ----- | ------- | ------- | --------- | ----- | --------- | ----- | ----- | --------- | ----- |
| 1   | Indien     | 4     | 2       | 2       | 0         | 6     | 4         | 1.500 | 216   | 198       | 1.091 |
| 2   | Uzbekistan | 3     | 2       | 1       | 1         | 5     | 5         | 1.000 | 216   | 217       | 0.995 |
| 3   | Indonesien | 2     | 2       | 0       | 2         | 4     | 6         | 0.667 | 205   | 222       | 0.923 |

      Vidare till spel om plats 9-12.
      Vidare till match om plats 13.

## Slutspelsfasen

### Slutspel
|  | Kvartsfinaler | Kvartsfinaler | Kvartsfinaler |          |       | Semifinaler | Semifinaler | Semifinaler |          |                     | Final               | Final               | Final |  |
|  |               |               |               |          |       |             |             |             |          |                     |                     |                     |       |  |
|  | Kina          | Kina          | 3             |          |       |             |             |             |          |                     |                     |                     |       |  |
|  | Kina          | Kina          | 3             |          |       |             |             |             |          |                     |                     |                     |       |  |
|  | Taiwan        | Taiwan        | 0             |          |       |             |             |             |          |                     |                     |                     |       |  |
|  | Taiwan        | Taiwan        | 0             |          | Kina  | Kina        | 3           |             |          |                     |                     |                     |       |  |
|  |               |               |               |          | Kina  | Kina        | 3           |             |          |                     |                     |                     |       |  |
|  |               |               | Sydkorea      | Sydkorea | 1     |             |             |             |          |                     |                     |                     |       |  |
|  | Sydkorea      | Sydkorea      | Sydkorea      | Sydkorea | 1     | 3           |             |             |          |                     |                     |                     |       |  |
|  | Sydkorea      | Sydkorea      |               |          |       |             |             |             |          |                     |                     |                     |       |  |
|  | Vietnam       | Vietnam       | 0             |          |       |             |             |             |          |                     |                     |                     |       |  |
|  | Vietnam       | Vietnam       | 0             |          | Kina  | Kina        | 1           |             |          |                     |                     |                     |       |  |
|  |               |               |               |          |       |             |             |             |          |                     |                     |                     |       |  |
|  |               |               | Thailand      | Thailand | 3     |             |             |             |          |                     |                     |                     |       |  |
|  | Japan         | Japan         | Thailand      | Thailand | 3     | 3           |             |             |          |                     |                     |                     |       |  |
|  | Japan         | Japan         |               |          |       | 3           |             |             |          |                     |                     |                     |       |  |
|  | Iran          | Iran          | 0             |          |       |             |             |             |          |                     |                     |                     |       |  |
|  | Iran          | Iran          | 0             |          | Japan | Japan       | 1           |             |          | Match om tredjepris | Match om tredjepris | Match om tredjepris |       |  |
|  |               |               |               |          | Japan | Japan       | 1           |             |          |                     |                     |                     |       |  |
|  |               |               | Thailand      | Thailand | 3     |             |             |             |          |                     |                     |                     |       |  |
|  | Kazakstan     | Kazakstan     | Thailand      | Thailand | 3     | 1           |             |             | Sydkorea | Sydkorea            | 0                   |                     |       |  |
|  | Kazakstan     | Kazakstan     |               |          |       |             |             |             | Sydkorea | Sydkorea            | 0                   |                     |       |  |
|  | Thailand      | Thailand      | 3             |          |       | Japan       | Japan       | 3           |          |                     |                     |                     |       |  |

#### Resultat
| Datum    | Mellan               | Resultat | Set   | Set   | Set   | Set   | Set | Poäng totalt | Speltid | Åskådare |
| Datum    | Mellan               | Resultat | 1     | 2     | 3     | 4     | 5   | Poäng totalt | Speltid | Åskådare |
| -------- | -------------------- | -------- | ----- | ----- | ----- | ----- | --- | ------------ | ------- | -------- |
| 11-09-09 | Kina - Taiwan        | 3 - 0    | 25:16 | 25:9  | 25:14 |       |     | 75 - 39      | 1h:01   | 300      |
| 11-09-09 | Japan - Iran         | 3 - 0    | 25:11 | 25:6  | 25:7  |       |     | 75 - 24      | 0h:57   | 500      |
| 11-09-09 | Kazakstan - Thailand | 1 - 3    | 25:27 | 21:25 | 26:24 | 22:25 |     | 94 - 101     | 2h:00   | 2.300    |
| 11-09-09 | Sydkorea - Vietnam   | 3 - 0    | 25:20 | 25:21 | 25:18 |       |     | 75 - 59      | 1h:13   | 2.650    |
| 12-09-09 | Japan - Thailand     | 1 - 3    | 25:20 | 13:25 | 23:25 | 21:25 |     | 82 - 95      | 1h:50   | 1.000    |
| 12-09-09 | Kina - Sydkorea      | 3 - 1    | 25:18 | 25:19 | 21:25 | 25:14 |     | 96 - 76      | 1h:37   | 2.200    |
| 13-09-09 | Sydkorea - Japan     | 0 - 3    | 16:25 | 15:25 | 18:25 |       |     | 49 - 75      | 1h:07   | 3.000    |
| 13-09-09 | Kina - Thailand      | 1 - 3    | 25:20 | 19:25 | 19:25 | 23:25 |     | 86 - 95      | 1h:44   | 3.150    |

### Spel om plats 5-8
|  | Matcher om plats 5-8 | Matcher om plats 5-8 |           |        | Match om femteplats | Match om femteplats |  |
|  |                      |                      |           |        |                     |                     |  |
|  | Taiwan               | 3                    |           |        |                     |                     |  |
|  | Taiwan               | 3                    |           |        |                     |                     |  |
|  | Vietnam              | 1                    |           |        |                     |                     |  |
|  | Vietnam              | 1                    |           | Taiwan | 0                   |                     |  |
|  |                      |                      |           | Taiwan | 0                   |                     |  |
|  |                      |                      | Kazakstan | 3      |                     |                     |  |
|  | Iran                 | 0                    | Kazakstan | 3      |                     |                     |  |
|  | Iran                 | 0                    |           |        |                     |                     |  |
|  | Kazakstan            | 3                    |           |        | Match om tredjepris | Match om tredjepris |  |
|  | Kazakstan            | 3                    |           |        |                     |                     |  |
|  |                      |                      |           |        |                     |                     |  |
|  |                      |                      |           |        | Vietnam             | 3                   |  |
|  |                      |                      |           |        | Vietnam             | 3                   |  |
|  |                      |                      |           |        | Iran                | 0                   |  |

#### Resultat
| Datum    | Mellan             | Resultat | Set   | Set   | Set   | Set   | Set | Poäng totalt | Speltid | Åskådare |
| Datum    | Mellan             | Resultat | 1     | 2     | 3     | 4     | 5   | Poäng totalt | Speltid | Åskådare |
| -------- | ------------------ | -------- | ----- | ----- | ----- | ----- | --- | ------------ | ------- | -------- |
| 12-09-09 | Taiwan - Vietnam   | 3 - 1    | 23:25 | 25:20 | 25:21 | 25:22 |     | 98 - 88      | 1h:50   | 2.000    |
| 12-09-09 | Iran - Kazakstan   | 0 - 3    | 11:25 | 20:25 | 14:25 |       |     | 45 - 75      | 1h:11   | 400      |
| 13-09-09 | Vietnam - Iran     | 3 - 0    | 25:16 | 25:16 | 25:22 |       |     | 75 - 54      | 1h:12   | 3.000    |
| 13-09-09 | Taiwan - Kazakstan | 0 - 3    | 23:25 | 21:25 | 15:25 |       |     | 59 - 75      | 1h:19   | 500      |

### Spel om plats 9-12
|  | Match om plats 9-12 | Match om plats 9-12 |          |            | Match om niondeplats | Match om niondeplats |  |
|  |                     |                     |          |            |                      |                      |  |
|  | Australien          | 3                   |          |            |                      |                      |  |
|  | Australien          | 3                   |          |            |                      |                      |  |
|  | Uzbekistan          | 0                   |          |            |                      |                      |  |
|  | Uzbekistan          | 0                   |          | Australien | 3                    |                      |  |
|  |                     |                     |          | Australien | 3                    |                      |  |
|  |                     |                     | Hongkong | 0          |                      |                      |  |
|  | Indien              | 2                   | Hongkong | 0          |                      |                      |  |
|  | Indien              | 2                   |          |            |                      |                      |  |
|  | Hongkong            | 3                   |          |            | Match om elfteplats  | Match om elfteplats  |  |
|  | Hongkong            | 3                   |          |            |                      |                      |  |
|  |                     |                     |          |            |                      |                      |  |
|  |                     |                     |          |            | Uzbekistan           | 0                    |  |
|  |                     |                     |          |            | Uzbekistan           | 0                    |  |
|  |                     |                     |          |            | Indien               | 3                    |  |

#### Resultat
| Datum    | Mellan                  | Resultat | Set   | Set   | Set   | Set   | Set   | Poäng totalt | Speltid | Åskådare |
| Datum    | Mellan                  | Resultat | 1     | 2     | 3     | 4     | 5     | Poäng totalt | Speltid | Åskådare |
| -------- | ----------------------- | -------- | ----- | ----- | ----- | ----- | ----- | ------------ | ------- | -------- |
| 11-09-09 | Australien - Uzbekistan | 3 - 0    | 25:18 | 25:19 | 25:14 |       |       | 75 - 51      | 1h:20   | 200      |
| 11-09-09 | Indien - Hongkong       | 2 - 3    | 22:25 | 17:25 | 25:21 | 25:15 | 12:15 | 101 - 101    | 1h:56   | 300      |
| 12-09-09 | Uzbekistan - Indien     | 0 - 3    | 21:25 | 16:25 | 15:25 |       |       | 52 - 75      | 1h:09   | 200      |
| 12-09-09 | Australien - Hongkong   | 3 - 0    | 25:23 | 25:18 | 25:11 |       |       | 75 - 52      | 1h:13   | 200      |

### Match om trettondeplats

#### Resultat
| Datum    | Mellan                 | Resultat | Set   | Set   | Set   | Set   | Set | Poäng totalt | Speltid | Åskådare |
| Datum    | Mellan                 | Resultat | 1     | 2     | 3     | 4     | 5   | Poäng totalt | Speltid | Åskådare |
| -------- | ---------------------- | -------- | ----- | ----- | ----- | ----- | --- | ------------ | ------- | -------- |
| 13-09-09 | Sri Lanka - Indonesien | 1 - 3    | 17:25 | 25:22 | 17:25 | 18:25 |     | 77 - 97      | 1h:35   | 200      |

## Slutplaceringar
| Sluttabell | Lag        | Kvalificerat för                                     |
| ---------- | ---------- | ---------------------------------------------------- |
|            | Thailand   | Grand Champions Cup 2009, FIVB World Grand Prix 2010 |
|            | Kina       |                                                      |
|            | Japan      |                                                      |
| 4          | Sydkorea   | FIVB World Grand Prix 2010                           |
| 5          | Kazakstan  |                                                      |
| 6          | Taiwan     |                                                      |
| 7          | Vietnam    |                                                      |
| 8          | Iran       |                                                      |
| 9          | Australien |                                                      |
| 10         | Hongkong   |                                                      |
| 11         | Indien     |                                                      |
| 12         | Uzbekistan |                                                      |
| 13         | Indonesien |                                                      |
| 14         | Sri Lanka  |                                                      |

## Individuella utmärkelser
| Utmärkelse              | Namn            | Lag      |
| ----------------------- | --------------- | -------- |
| Mest värdefulla spelare | Onuma Sittirak  | Thailand |
| Bästa poängvinnare      | Kim Yeon-koung  | Sydkorea |
| Bästa anfallare         | Ming Xue        | Kina     |
| Bästa blockare          | Ming Xue        | Kina     |
| Bästa servare           | Saori Kimura    | Japan    |
| Bästa passare           | Nootsara Tomkom | Thailand |
| Bästa libero            | Wanna Buakaew   | Thailand |